# Casteau
Casteau är en ort i Belgien. Den ligger i provinsen Hainaut och regionen Vallonien, i den centrala delen av landet, 40 km sydväst om huvudstaden Bryssel. Casteau ligger 84 meter över havet och antalet invånare är 2 724.
Terrängen runt Casteau är platt. Runt Casteau är det tätbefolkat, med 511 invånare per kvadratkilometer.. Närmaste större samhälle är Mons, 7,7 km sydväst om Casteau. 
Omgivningarna runt Casteau är en mosaik av jordbruksmark och naturlig växtlighet.